# 11. alpinski polk
11. alpinski polk je bil alpinski polk Italijanske kopenske vojske.

## Zgodovina
Polk je bil aktiven v dveh različnih obdobjih in sicer med letoma 1935 in 1943 ter med letoma 1992 in 2001.

## Organizacija
- Štab

- Štabna in logistično-podporna četa
- Alpinski bataljon Trento